# Vipio appellator
Vipio appellator är en stekelart som först beskrevs av Christian Gottfried Daniel Nees von Esenbeck 1834.  Vipio appellator ingår i släktet Vipio och familjen bracksteklar. Arten är reproducerande i Sverige.

## Underarter
Arten delas in i följande underarter:
- V. a. nigricauda
- V. a. bilobatus
- V. a. obscurus
- V. a. striolatus